# Wereldtentoonstelling van 1894 (Antwerpen)

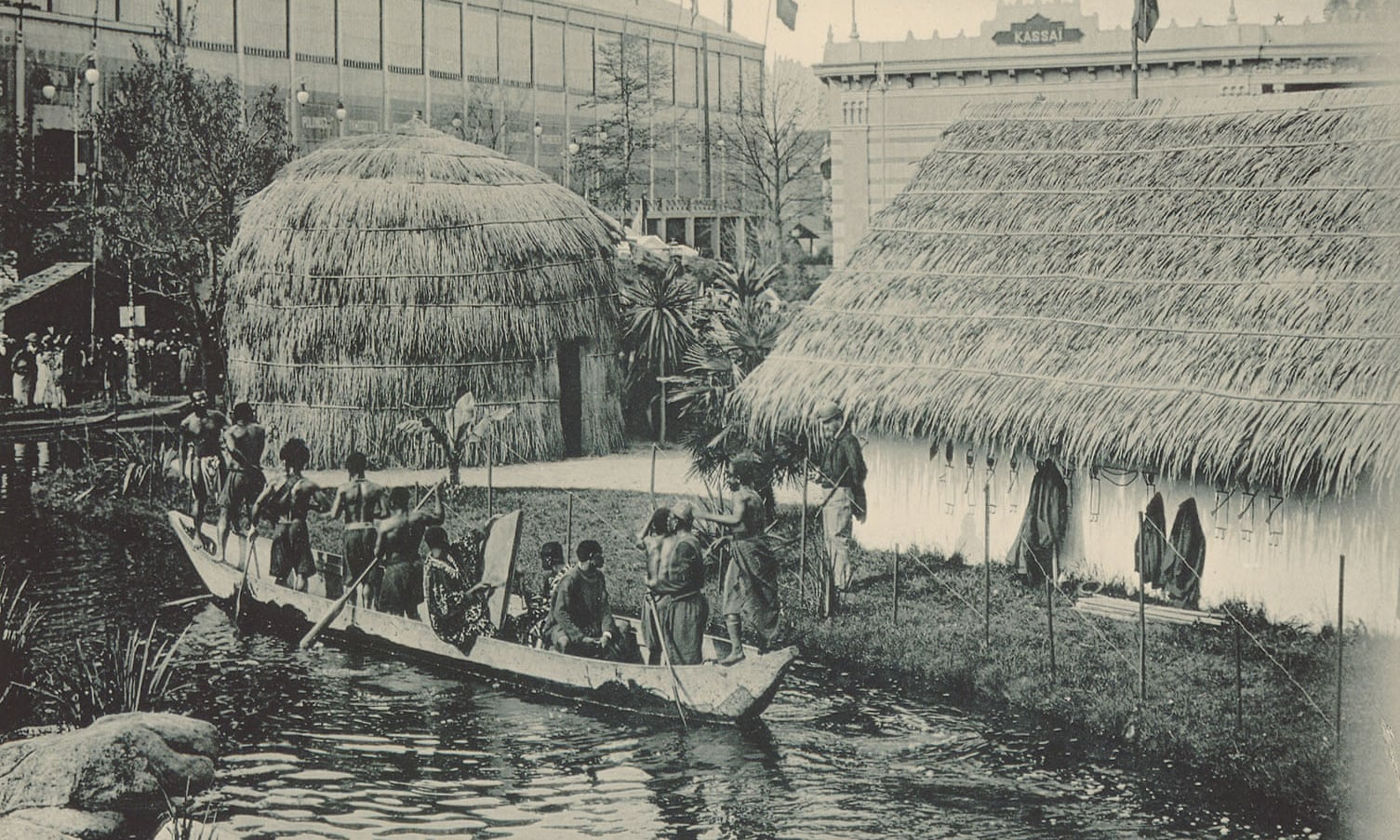
Toeschouwers (links) kijken naar de Congolezen in de menselijke dierentuin

De Wereldtentoonstelling van 1894 (Exposition Internationale d'Anvers) was de wereldtentoonstelling die te Antwerpen werd gehouden van 5 mei tot 5 november 1894 op de terreinen rond het Zuid, waar reeds de Wereldtentoonstelling van 1885 plaatsvond. Naast pronkstukken uit de industriële revolutie was er ook een Congolees dorp te zien. Antwerpen was zelf vertegenwoordigd door een nagebouwd deel van de stad uit de Gouden Eeuw.

## Algemeen
De wereldtentoonstelling in Antwerpen moest de stad weer op de kaart zetten als internationale speler. Enkel de haven van Antwerpen was in 1894 nog op wereldniveau en dit was dan ook het terugkerende thema van de expo. Zo werd de koloniale handel vanuit Congo gepromoot met een Congolees dorp met authentieke bewoners en elementen. Daarnaast was Oud-Antwerpen, een nagemaakt stadsdeel uit de 16de eeuw, eveneens een link met de Gouden Eeuw van Antwerpen. Oud-Antwerpen was niet alleen een uiting van heimwee naar de Gouden Eeuw, het pronkstuk van de wereldtentoonstelling moest ook het belang van Antwerpen als kunststad benadrukken. Sinds de jaren 1870 was het zwaartepunt van de kunstmarkt verschoven van Antwerpen naar Brussel.
De stad zelf was geen organisator van deze wereldtentoonstelling. Een tijdelijk vennootschap werd speciaal hiervoor opgericht. De gegoede burger kon voor een maandwedde van 100 BEF een aandeel kopen. Zo’n aandeel was gegeerd want het was prestigieus om je naam te verbinden aan dit evenement.

### Organisatie
Bij koninklijke besluit van 25 juni 1894 werden benoemd tot leden van de commissie kunsten en muziek, op voordracht van minister Leon De Bruyne: 
- Peter Benoit, directeur muziekacademie te Antwerpen.
- Albrecht De Vriendt, directeur van academie van Schone Kunsten.
- Louis Van Keymeulen, auteur.
- Henry Van de Velde.
- Louis Maeterlinck, kunstschilder
- François L'Hoëst, directeur Koninklijke Maatschappij voor Dierkunde, Antwerpen.
- Paul Heymans, secretaris 'Cercle artistque', Brussel.
- Arthur Goemaere, ondervoorzitter van de Belgische Academie voor Archeologie.
- Eugene Geefs, Voorzitter der Raad van Architecten, Antwerpen.
- André Cluysenaar, lid van de Koninklijke Academie.

### Deelnemende klassen
De prijzen werden per klasse toegekend door een commissie aan de winnaars, en in het Belgisch staatsblad gepubliceerd door minister de Bruyn (KB van 10 aug. 1893).
- 5: Lager onderwijs
- 6: Middelbaar onderwijs
- 7: Beroepsonderwijs
- 8: Cartografie en wetenschapsobjecten
- 9: Geneesmiddelen & hygiëne
- 10: Fotografie
- 11: Typografie, lithografie en papier
- 12: Edelsmeedkunsten & diamant
- 13: Muziek en instrumentenbouw
- 14: Metaal: Brons, ijzer, email
- 14b: Toegepaste kunst
- 15: Mijnbouw
- 16: Steengroeven
- 17: Ceramica
- 18: Glaskunst & kristalwaren
- 19: Metaalindustrie en ijzer
- 20: "Metalurgie du Zinc"
- 21: Metaal: koper, lood en nikkel
- 22: aangedreven machines
- 23: Mechanica
- 24: Spoorwegbouw
- 25: Horlogerie
- 26: Wapenkunde
- 27: Mechanique de precision
- 28: Dynamos, electronica en verlichting
- 29: Telegrafie en telefonie
- 30: Spingaren (Katoen, jutte en zijde)
- 31: Weefsels (Katoen, jutte en zijde)
- 32: Vlasspinnerij
- 33: Vlasweverij
- 34: kleding
- 35: Ondermode
- 36: Kantwerk, borduurwerk en passementweefsels
- 37: Leer & huiden
- 38: Reisbenodigheden en accessoires
- 39: Bouwindustrie
- 40: Tapijtindustrie
- 41: Bouwmaterielen: varia
- 42: Meubelindustrie
- 43: Vannerie (mandmakerij)
- 44: Verwarming
- 45: Verlichting
- 46: Carroserie en zadelmakerij
- 47: Fietsmakerij
- 48: Luchtvaart
- 49: Papierindustrie
- 50: Bleekindustrie & rubber
- 50b: Olie & zeepindustrie
- 51: Parfumerie
- 52: Suikergoed, banket en bakkerij
- 53: Distilerie
- 54: Brouwerij en mouterij
- 55: Tabaksindustrie
- 56: Wijnen
- 57: Ingenieurswezen
- 58: Scheepsbouw
- 59: Statistique et bibliograhie commerciales
- 60: Musea
- 61: Koloniën en etnografica
- 62: Oorlogswapens en vestingsbouw
- 63 a: agricultuur: gedomesticeerd vee
- 63 b: agricultuur: Bijenteelt
- 63 c: agricultuur: Avicultuur
- 63 d: Melkerij & zuivelindustrie
- 63 e: Landbouwonderwijs
- 63 f: Akkerbouw
- 63 g: Landbouwmachine-industrie
- 63 h: Hygiëne en dierengeneeskunde
- 64: Bosbouw
- 65: Visserij
- 66: Tuinbouw

### Deelnemers
- Nederland, nr. 112: Klokkengieterij Petit & Fritsen.[2]
- Nederland, nr. 243: Bols (Likeur)[2]
- België: Léonce Evrard (Gouden Medaille)

### Delegaties[3]
Er deden in totaal 26 landen mee.
- Europa: België, Duitsland, Oostenrijk, Bulgarije, Denemarken, Spanje, Verenigd Koninkrijk, Koninkrijk Roemenië, Keizerrijk Rusland, Zuid-Afrika, Zwitserland, Ottomaanse Rijk, Nederland, Zweden, Noorwegen
- Azië: Java, Madoera Sumatra, Borneo (Nederlands-Indië)
- Afrika: Congo Vrijstaat
- Amerika: Verenigde Staten

### Andere[4]
- Bezoekersaantal: 3 miljoen.
- Oppervlakte: 65,5 are.
- Toegangsprijs: 1 BEF. Het doelpubliek was niet de modale Belg maar de gegoede burger. De toegangsprijs van 1 frank was te hoog voor een arbeider, die gemiddeld 2,5 BEF per dag verdiende. Pas in 1930 werd ook de middenklasse betrokken.
- Totale kostprijs: 4 miljoen BEF. De stad Antwerpen sponsorde een half miljoen.

## Oud-Antwerpen

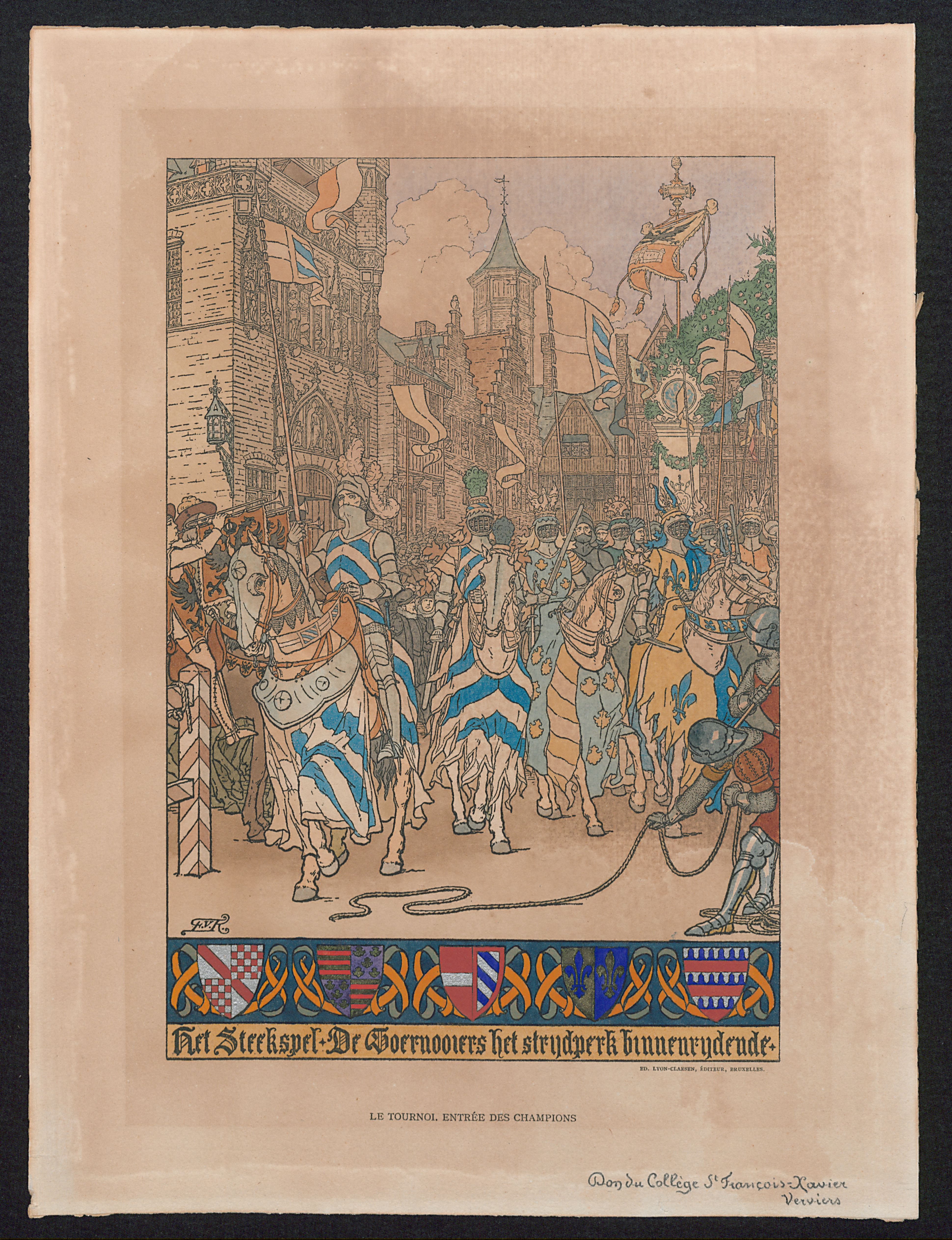
Prent van nagespeeld steekspel in Oud-Antwerpen, 1894.

Er werd ook een gedeelte "Oud-Antwerpen" opgericht, in het Frans “Vieil-Anvers” genoemd. Frans Van Kuyck, verbonden aan de Koninklijke Academie voor Schone Kunsten in Antwerpen, samen met Eugeen Geeds, Max Rooses en Jan Adriaensen zorgden voor de uiteindelijke vormgeving en afwerking van deze heropgebouwde 16de-eeuwse stadswijk met ongeveer zeventig bewoonde huizen. Deze prestatie werd met lof overladen in de binnenlandse en buitenlandse pers.
De bezoekers van Oud-Antwerpen betraden het oude stadsdeel door de gereconstrueerde Kipdorppoort, die door het stadsbestuur nog geen dertig jaar voordien was afgebroken. Het geraamte van de huizen was uitsluitend uit hout opgetrokken, bekleed met uiterst stevig karton, waarop daarna de schilden en uithangborden, bakstenen en dergelijke, geschilderd werden op zeer realistische manier. Er waren overdag bewoners die een typisch ambacht van toen uitvoerden terwijl ze rondliepen in aangepaste kledij, conform het Antwerpen van de zestiende eeuw. In de gebouwen werden wassen beelden gezet, opdat ze permanent bewoond leken. De bewoners waren vooral afkomstig vanuit de burgerlijke elite-klasse, en wel omwille van een recente politieke ontwikkeling: in 1893 werd het algemeen meervoudig stemrecht goedgekeurd en een jaar later vonden de eerste parlementsverkiezingen plaats met deze hervormingen. Alle mannelijke Belgen ouder dan 25 jaar kregen met de opkomstplicht de kans om hun stem uit te brengen. De burgerlijke elite van de stad Antwerpen trok zich terug van de massademocratie in de fictieve wijk om “zich te distantiëren van de zich aandienende nieuwe samenleving”.
Hoewel wereldtentoonstellingen zich vooral focusten op technologische en industriële vernieuwingen, konden paradoxaal genoeg representaties van het pre-industriële tijdperk, zoals Oud-Antwerpen, op veel bijval rekenen onder de bezoekers. Het organiserend comité van Oud-Antwerpen wilde inspelen op een probleem dat meermaals de kop opstak tijdens wereldtentoonstellingen, namelijk dat bezoekers aangaven “steeds sneller uitgeput en verveeld te zijn van het zich vergapen aan machines, turbines en andere verworvenheden van de moderniteit”. De nood aan interactie tussen toeschouwer en het tentoongestelde was zeer hoog.
Naast een uitvlucht voor de moderne samenleving en een actievere rol voor de toeschouwer liep Oud-Antwerpen nog in de kijker met een andere bijzonderheid, namelijk het gebruik van het Nederlands in de gereconstrueerde wijk. De tijdelijke bewoners van de wijk Oud-Antwerpen, de Franstalige bourgeoisie, moesten in deze taal communiceren, om de waarheidsgetrouwheid van het hele gebeuren te bewaren.

## Congolees dorp
Om het "beschavingswerk" in de Onafhankelijke Congostaat te promoten was een dorp nagebouwd waarin Congolezen overdag hun "primitieve" dagelijkse bezigheden moesten demonstreren. Met dat doel waren 144 mensen overgevaren uit de kolonie, van wie er 44 zo ziek werden dat ze moesten worden gehospitaliseerd. Wie ermee akkoord ging naar België te komen kreeg een dagvergoeding.
Overdag moesten ze het dagelijkse leven en hun ambachten tonen. 's Avonds werden de Congolezen naar houten militaire barakken gebracht in de buurt van de intussen verdwenen Brialmontvesting.
Zeker acht Congolezen stierven tijdens hun verblijf in België. Van zeven werd de naam achterhaald : Bitio (20 jaar), Sabo (24 jaar), Isokoyé (31 jaar), Manguesse (18 jaar), Binda (25 jaar), Mangwanda en Pezo. De oudste was 31 jaar, de jongste zeventien. Bitio en Sabo stierven kort na hun aankomst aan dysenterie; de anderen in de maanden die volgden. Ze werden begraven op de begraafplaats van het Kiel. Na de sluiting van die begraafplaats in 1936 raakten hun graven in verval. De praalgraven van Antwerpse notabelen werden verhuisd naar het Schoonselhof. De stoffelijke resten van de arme mensen, en ook van de Congolezen, kwamen er tussen 1948 en 1949 terecht in een anoniem massagraf.